# Manuela Mölgg
Manuela Mölgg, née le 28 août 1983, à Brunico, est une skieuse alpine italienne. Elle est la sœur de Manfred Mölgg. Elle est spécialiste de slalom géant et de slalom.

## Biographie
Née à Brunico (Bruneck), Tyrol du Sud, Mölgg fait ses débuts en Coupe du monde à 17 ans en décembre 2000 et obtient son premier podium en novembre 2004, avec une deuxième place au slalom d'Aspen. Son deuxième podium a lieu en slalom géant trois and plus tard à Panorama et obtient au total 14 podiums en Coupe du monde dont douze en slalom géant, sans victoire cependant. C'est lors de ce même hiver 2007-2008 qu'elle obtient son meilleur classement général (15e) et de spécialité (3e du slalom géant). Elle a participé à trois éditions des Jeux olympiques et à six des Championnats du monde. Aux Championnats du monde 2009 à Val-d'Isère Mölgg a pris la tête du slalom après la première manche mais a été disqualifiée de la seconde après avoir manqué la dernière porte du parcours et gardé de l'avance aux pointages intermédiaires avant la ligne d’arrivée. Elle est la sœur de Manfred Mölgg, également skieur de niveau mondial.
Aux Championnats du monde 2017, à Saint-Moritz, pour sa dernière participation à des mondiaux, elle se classe sixième, égalant son meilleur résultat dans cette compétition.
Aux Jeux olympiques d'hiver de 2018 de Pyeongchang, elle a mené après la première manche de ski alpin aux Jeux olympiques de 2018 – Slalom géant femmes, puis a terminé la course en 8e position.
Après les Finales de la Coupe du monde 2018 à Åre, Mölgg a annoncé qu'elle se retirait de la compétition de haut niveau.

## Palmarès

### Jeux olympiques d'hiver
| Épreuve / Édition | Turin 2006 | Vancouver 2010 | Pyeongchang 2018 |
| Slalom            | 19e        | 11e            | 23e              |
| Slalom géant      | Abandon    | 17e            | 8e               |

### Championnats du monde
| Épreuve / Édition | Saint-Moritz 2003 | Åre 2007 | Val d'Isère 2009 | Garmisch-Partenkirchen 2011 | Schladmig 2013 | Vail-Beaver Creek 2015 | Saint-Moritz 2017 |
| Slalom géant      | 7e                | 11e      | Abandon          | 6e                          | 11e            | 20e                    | 6e                |
| Slalom            | 15e               | 20e      | Disqualifiée     | 6e                          | 25e            | Abandon                | Abandon           |

### Coupe du monde
- Meilleur classement général : 15e en 2009.
- 14 podiums (12 en slalom géant et 2 en slalom).

#### Classements en Coupe du monde
| Année/Classement | Année/Classement | Général | Général | Super G | Super G | Slalom géant | Slalom géant | Slalom | Slalom | Combiné | Combiné |
| ---------------- | ---------------- | ------- | ------- | ------- | ------- | ------------ | ------------ | ------ | ------ | ------- | ------- |
| Année/Classement | Année/Classement | Class.  | Points  | Class.  | Points  | Class.       | Points       | Class. | Points | Class.  | Points  |
| 2003             | 2003             | 57e     | 103     | 54e     | 1       | 34e          | 32           | 33e    | 46     | 11e     | 24      |
| 2004             | 2004             | 59e     | 113     | -       | -       | 22e          | 83           | 40e    | 30     | -       | -       |
| 2005             | 2005             | 35e     | 203     | -       | -       | 26e          | 68           | 17e    | 135    | -       | -       |
| 2006             | 2006             | 39e     | 190     | -       | -       | 19e          | 128          | 26e    | 51     | 28e     | 11      |
| 2007             | 2007             | 23e     | 314     | -       | -       | 8e           | 200          | 19e    | 114    | -       | -       |
| 2008             | 2008             | 18e     | 453     | -       | -       | 3e           | 359          | 21e    | 94     | -       | -       |
| 2009             | 2009             | 15e     | 444     | -       | -       | 5e           | 301          | 15e    | 143    | -       | -       |
| 2010             | 2010             | 22e     | 342     | -       | -       | 7e           | 229          | 15e    | 113    | -       | -       |
| 2011             | 2011             | 22e     | 309     | -       | -       | 14e          | 127          | 9e     | 182    | -       | -       |
| 2012             | 2012             | 29e     | 285     | -       | -       | 22e          | 101          | 13e    | 184    | -       | -       |
| 2013             | 2013             | 72e     | 66      | -       | -       | 35e          | 35           | 40e    | 31     | -       | -       |
| 2014             | 2014             | 46e     | 138     | -       | -       | 18e          | 124          | 41e    | 14     | -       | -       |
| 2015             | 2015             | 39e     | 164     | -       | -       | 17e          | 104          | 25e    | 60     | -       | -       |
| 2016             | 2016             | 40e     | 238     | -       | -       | 15e          | 170          | 26e    | 68     | -       | -       |
| 2017             | 2017             | 30e     | 289     | -       | -       | 9e           | 236          | 27e    | 53     | -       | -       |
| 2018             | 2018             | 32e     | 282     | -       | -       | 7e           | 248          | 36e    | 34     | -       | -       |

### Coupe d'Europe
- 2 victoires (2004 et 2009).

### Championnats d'Italie
- Vainqueur du slalom géant en 2002 et 2006.
- Vainqueur du slalom en 2006.